# 弗雷尼库尔勒多尔芒
弗雷尼库尔-勒多尔芒（法語：Fresnicourt-le-Dolmen，法語發音：[fʁɛnikuʁ lə dɔlmɛn]）是法国上法蘭西大區加来海峡省的一个市镇，属于贝蒂讷区。

## 地理
弗雷尼库尔-勒多尔芒（50°25'5"N, 2°35'59"E）面积7.95 平方千米，位于法国上法蘭西大區加来海峡省，该省份为法国北部沿海省份，西北濒北海，南至索姆省，东临北部省。
与弗雷尼库尔-勒多尔芒接壤的市镇（或旧市镇、城区）包括：巴蘭、迈尼勒莱吕伊、勒布勒沃-朗希库尔、塞尔万、埃斯特雷科希、戈尚莱加勒、埃尔桑-库皮尼。
弗雷尼库尔-勒多尔芒的时区为UTC+01:00、UTC+02:00（夏令时）。

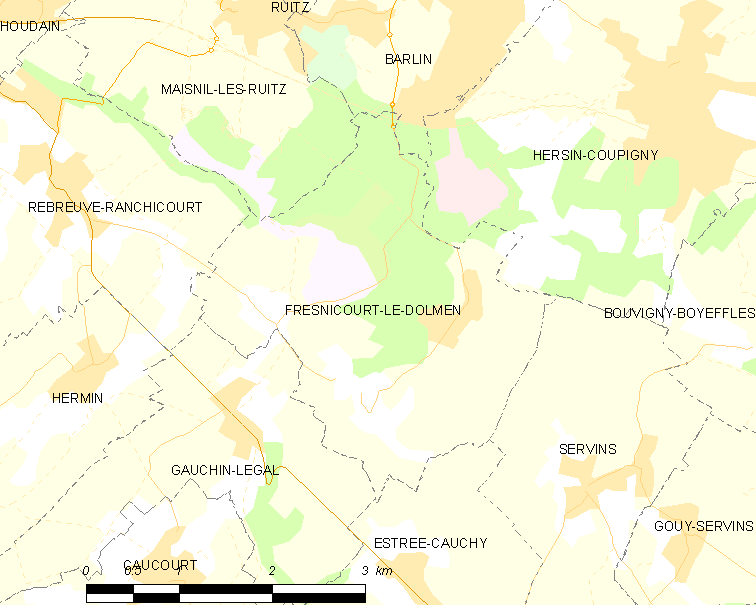
弗雷尼库尔-勒多尔芒的OSM定位图

## 行政
弗雷尼库尔-勒多尔芒的邮政编码为62150，INSEE市镇编码为62356。

## 政治
弗雷尼库尔-勒多尔芒所属的省级选区为布律埃-拉比西耶尔县。

## 人口

1962-2008年间弗雷尼库尔-勒多尔芒人口变化图示

弗雷尼库尔-勒多尔芒于2022年1月1日时的人口数量为808人。